# اوجی نطنزی
اوجی نطنزی از شاعران صاحب‌نام نیمهٔ اوّل قرن یازدهم و از پیشگامان طرز تازه و شیوهٔ نواَدایی است که سرآغاز سبک هندی یا اصفهانی است. خود شاعر می‌گوید:
| گوش مرغان چمن تشنهٔ آهنگ نو است |  | بِه که فکر سخن تازه‌ادایی بکنیم |

اوجی مدّتی در هرات در خدمت حسن‌خان شاملو می‌زیست و با ملک مشرقی مشهدی، فصیحی هروی و میر محمّدمعصوم کاشانی مصاحب بود.
شعر او روان و بی‌تکلّف و از عیب و نقص به دور است و در آن به گویش مردم کوچه و بازار توجّه خاصّی شده به گونه‌ای که برخی از اصطلاحات و ضرب‌المثل‌های متداول در آن دیده می‌شود.

## نمونهٔ اشعار
غزل
| از داغ سوختیم دل آرمیده را      |  | آتش زدیم خرمن آفت‌رسیده را     |
| نه فصل ماتمی، نه بهار مصیبتی    |  | ای ابر آبرو چه بری آب دیده را |
| تا انجمن‌فروز نگشتی ز لاف حسن    |  | کوته نکرد شمع زبان‌بریده را    |
| در روزگار زلف تو یا رب چه می‌کند |  | آیینه چشم خواب پریشان‌ندیده را |

تک‌بیتی‌ها
| دوستان هر چند ره تنگ است و تنها می‌رویم |  | همچو ریگ شیشهٔ ساعت به یک جا می‌رویم |

| «اوجی» این قطرهٔ خونی که اجل خواهد ریخت |  | صرفه آن است که در گردن دشمن باشد |